# 克里斯·提爾曼
克里斯多福·史蒂芬·提爾曼（英語：Christopher Steven Tillman, 1988年4月15日—），為美國職棒大聯盟的投手，2006年大聯盟選秀被水手隊選走。2013年入選明星賽，現為自由球員。

## 職業生涯

### 西雅圖水手
2006年美國職棒大聯盟選秀，提爾曼在第2輪49順位被西雅圖水手隊選走。

### 巴爾的摩金鶯
2008年2月9日，提爾曼與亞當·瓊斯、George Sherrill、Kam Mickolio、Tony Butler等人被交易至巴爾的摩金鶯隊，換來艾瑞克·貝達德。
當時提爾曼被認為是金鶯隊第二號潛力新秀，僅次於麥特·威特斯。
2009年7月29日，提爾曼登上大聯盟，他面對皇家隊主投4+2⁄3局，被敲出3支陽春炮失3分，金鶯終場7比3贏球。 9月16日面對光芒隊，他主投6+2⁄3局僅被擊出5支安打失1分，投出他菜鳥球季的代表作。該年他先發12場，2勝5敗，防禦率5.40。
2010年3月30日，他被下放至3A。4月28日，他在3A球隊投出一場無安打比賽，這是該球隊自1992年來的第一場的無安打比賽。
後來球季中，提爾曼再度升上大聯盟，他先發11場，一樣2勝5敗，防禦率5.87。
2011年4月2日，提爾曼面對光芒隊投出6局無安打，雖然他用球數當時已達101球，總教練卻沒有換投手的打算，而提爾曼在第七局被擊出安打失分。金鶯在該場比賽也一路掛鴨蛋，直到第八局才逆轉比賽。
2011年球季，提爾曼先發13場，勝率仍不到5成，3勝5敗，防禦率5.52。面對左打的被打擊率甚至超過3成。
2012年3月31日，提爾曼再度被下放到3A。他在3A投出8勝8敗，防禦率3.63。7月4日，他回歸大聯盟。面對前東家水手隊，他主投8+1⁄3局，僅被擊出2安無失分奪該季首勝。該季他先發15場，9勝3敗，防禦率下修至2.93。
2013年球季為提爾曼的生涯年，上半季11勝3敗為隊上勝投王，2013年明星賽，賈斯丁·韋蘭德因傷缺賽，空缺由提爾曼遞補。8月29日，他成為2006年的艾瑞克·貝達德後，隊史第一位拿下單季15勝的投手，該季他16勝7敗，防禦率3.71。
2014年開幕戰投手，總教練宣布由提爾曼來擔任。該季他先發34場，13勝6敗，15場無關勝敗為當時大聯盟最多。他防禦率3.34，150次三振。
2015年5月7日，提爾曼被艾力士·羅德里奎茲擊出生涯第661轟，這一轟讓羅德里奎茲的全壘打數超越傳奇名將威利·梅斯。該季他投得掙扎，先發31場，11勝11敗，金鶯隊戰績以81勝81敗坐收，無緣季後賽。
2016年，提爾曼連續三年擔任開幕戰先發。5月，他先發6場拿下5勝0敗，防禦率2.72。6月8日，他主投7+1⁄3局，9K零保送成為他該季代表作。上半季他12勝2敗，防禦率3.41。下半季他因傷所苦，出賽場次不多，總計他16勝6敗，防禦率3.77。
2016年美聯外卡戰，提爾曼擔綱先發大任，他主投4+2⁄3局被擊出4安失2分。兩隊2比2進入延長賽，最終藍鳥靠著埃德溫·恩卡納西翁的再見全壘打以5比2贏球。
2017年球季是提爾曼生涯最糟糕的一個球季，第一個月都待在傷兵名單中。5月7日，他面對白襪隊主投5局無失分奪勝，結果他該季就只拿下這1勝，總計他先發19場，1勝7敗，防禦率高達7.81。
2018年2月19日，提爾曼與球隊簽下1年300萬美元的合約。他輸掉前4場先發後，第5次先發終於奪勝，然而該季金鶯戰績不佳進入重建，加上提爾曼狀況也不是很好。7月20日，提爾曼被金鶯隊指定派遣。7月25日成為自由球員。

### 德州遊騎兵
2018年8月2日，提爾曼與遊騎兵隊簽下小聯盟約。同年11月2日，他成為自由球員。

## 外部連結
- 球員資訊和成績在MLB ，ESPN ，Retrosheet ，Baseball Reference ，Baseball Reference (Minors) ，Fangraphs ，The Baseball Cube ，Baseball Almanac （英文）